# 대한노인회
대한노인회(大韓老人會)는 1969년에 설립된 대한민국 보건복지부 산하의 사단법인이다.

## 역대 회장
- 1대 : 이용한 (1969.4.15 ~ 1970.3.13)
- 2대 : 김공평 (1970.3.14 ~ 1972.8.15)
- 3·4대 : 박관수 (1972.8.16 ~ 1980.9.16)
- 직무대행 : 이병호 (1980.9.17 ~ 1981.3.12)
- 5대 : 이규동 (1981.3.13 ~ 1982.5.22)
- 직무대행 : 원홍균 (1982.5.23 ~ 1982.9.24)
- 6·7대 : 이호 (1982.9.25 ~ 1988.9.24)
- 8·9대 : 이병하 (1988.9.25 ~ 1994.2.28)
- 10·11대 : 백창현 (1994.3.1 ~ 2000.3.29)
- 12대 : 안춘생 (2000.3.30 ~ 2003.3.29)
- 13·14대 : 안필준[1] (2003.3.30 ~ 2009.8.26)
- 직무대행 : 이기인 (2009.8.27 ~ 2010.2.17)
- 15·16대 : 이심 (2010.2.18 ~ 2017.7.10)
- 직무대행 : 김광홍 (2017.7.10 ~ 2017.7.28)
- 17대 : 이중근 (2017.7.28 ~ 2020.8.27)
- 직무대행 : 김광홍 (2020.8.28 ~ 2020.10.18)
- 18대 : 김호일 (2020.10.19 ~ 2024.10.18)
- 19대 : 이중근 (2024.10.19 ~ )

## 관련 법률
- 대한노인회 지원에 관한 법률